# Японський окупаційний фунт
Японський окупаційний фунт (англ. Pound) — один з видів грошей, випущених Японською імперією для використання на окупованих у роки Другої світової війни територіях Океанії.
У 1942 році японські війська окупували Науру, більшу частину островів Гілберта і Соломонових островів, а також висадилися в Папуа. У тому ж році на окупованих територіях випущені в обіг купюри в шилінгах і фунтах, з написами англійською мовою. Серія купюр починалася з літери «O» («Океанія»).
Один фунт складався з двадцяти шилінгів. В обігу були банкноти в ½, 1, 10 шилінгів, 1 фунт  . Монети не карбувалися.

## Японські окупаційні гроші які знаходилися в обігу
Окупаційні гроші несли на собі назву "Японський уряд", позначення регіону обігу відсутнє. Лицьова сторона купюри несла на собі позначення серії. Перша літера «O» вказує, що купюра була надрукована для Океанії, вона присутня на всіх номіналах.
Друга буква позначення блоку (або пакетного друку) купюри. Два менших номінали (півшилінга та один шилінг) були надруковані в трьох блоках (OA, OB і OC). Купюри більших номіналів (10 шилінгів і один фунт) були надруковані тільки в одному блоці (ОА). 
У серпні 1945 року окупаційний фунт був скасований і обмінювався на австралійський фунт або долар США, в залежності від території.
| Купюра | Номінал     | Примітки         | Купюра | Номінал         | Примітки |
|        | 1/2 шилінга | серії OA, OB, OC |        | десять шилінгів | серія ОА |
|        | один шилінг | серії OA, OB, OC |        | один фунт       | серія ОА |